# 傑米·唐納森
傑米·唐納森（Jamie Donaldson，1975年10月19日—）是威爾斯的一位職業高爾夫球手，他現在參加高爾夫歐巡賽的賽事。唐納森在2000年成為職業高爾夫球手。2012年，他獲得自己的首個歐巡賽冠軍愛爾蘭公開賽的冠軍。他在2012年PGA錦標賽上拿到並列第7位。

## 外部連結
- 官方网站
- 傑米·唐納森在歐洲巡迴賽官方網站
- 傑米·唐納森在男子高爾夫世界排名的官方網站